# Saturnino Martínez
Saturnino Martínez (né le 30 novembre 1927 au Mexique et mort le 21 mars 2019) est un joueur de football international mexicain, qui évoluait au poste de défenseur.

## Biographie
Il commence sa carrière en 1948, et évolue en tout dans quatre clubs. Il commence au Real Club España, avant de rejoindre les clubs du FC León, puis du Club Necaxa et enfin du CF Atlante.
Du côté de la sélection nationale, Saturnino Martínez joue sept matchs avec l'équipe du Mexique en deux ans.
Il participe à la Coupe du monde 1954 en Suisse.

## Palmarès
- Championnat du Mexique (1) :
  - Vainqueur : 1952